# Vadsbro
Vadsbro är en småort och tidigare stationssamhälle i Vadsbro socken i Flens kommun belägen 1,5 mil söder om centralorten Flen. Samhället började etableras cirka 1875 i samband med att järnvägen Grängesberg-Oxelösund byggdes.

## Kommunikationer
Länstrafiken trafikerar med buss mot Flen och Nyköping. Länsväg 221 mellan Flen och Bettna passerar orten.